# 山本拓 (政治家)
山本 拓（やまもと たく、1952年（昭和27年）7月7日 ‐ ）は、日本の政治家。自由民主党所属の元衆議院議員（8期）。現在の戸籍上の正式名は、髙市 拓である。
農林水産副大臣（第1次安倍内閣）、衆議院政治倫理の確立及び公職選挙法改正に関する特別委員長、衆議院懲罰委員長、衆議院北朝鮮による拉致問題等に関する特別委員長、福井県議会議員（2期）等を歴任した。
父は鯖江市長、福井県議会議長、自民党福井県連幹事長を歴任した山本治。父方の祖父は山本雅雄（元福井県議会議員）。同じく自民党衆議院議員の高市早苗は妻（2004年 - 2017年、2021年から現在）。高市との最初の結婚前にも結婚歴が1度あり、1男2女の父親。孫も4人いる。

## 来歴
福井県鯖江市生まれ。福井県立武生高等学校、法政大学文学部卒業。郷里・鯖江市の鯖江青年会議所理事長を経て、福井県議会議員選挙に出馬し、2期務める。1990年（平成2年）、第39回衆議院議員総選挙に自由民主党公認で福井県全県区から出馬し、当選した。
1994年（平成6年）、新井将敬、太田誠一、柿澤弘治、佐藤静雄、米田建三と山本の6人で自民党を離党し、保守系無所属の高市早苗を加えて自由党（柿澤自由党）を結党。羽田内閣で党首の柿澤が外務大臣に就任し、与党入りする。羽田内閣総辞職後、元首相の海部俊樹を党首に自由改革連合を結成に参加し、同年末の新進党結党に合流する。
小選挙区比例代表並立制導入に伴い、1996年（平成8年）の第41回衆議院議員総選挙では福井2区から新進党公認で出馬したが、自民党の牧野隆守に敗れ、落選。1997年（平成9年）1月に新進党を離党し、福井県知事選挙に無所属で出馬したが、現職の栗田幸雄に大差で敗北した。2000年（平成12年）の第42回衆議院議員総選挙への出馬も見送ったが、この間に自民党に復党。2003年（平成15年）の第43回衆議院議員総選挙には自民党公認で福井2区から出馬し、当選。
2004年（平成16年）、当時は落選中だった高市早苗と結婚。高市が2005年（平成17年）の第44回衆議院議員総選挙で当選したことで、夫婦共に衆議院議員となった。2006年（平成18年）に発足した第1次安倍内閣で農林水産副大臣に任命された。
2008年自由民主党総裁選挙では麻生太郎に投票したが、翌2009年（平成21年）6月、世論調査で麻生内閣の支持率が2割を切ると、麻生の自由民主党総裁としての任期が切れる9月の総裁選を、第45回衆議院議員総選挙前に前倒しして実施するよう求める署名運動を自民党内で開始（麻生おろし）。6月22日、108人の賛同者がいると発表したが、賛同者の名前は明かさなかった。108人という数字について、党内には真偽を疑う声もあったが、山本は「麻生首相が「やけくそ解散」の準備を始めるなら、前倒しに必要な署名（216人分）を確保して総裁選を実現する」と発言していた。山本の所属する町村派では、同派相談役の森喜朗が「いったん辞めたのを私が身元引受人のようになって入れたのに、また騒動を起こしている。恥ずかしいので派閥から排除してほしい」と述べ、山本の派閥除名を要求した。その後、党執行部の巻き返しにより、総裁選の前倒しの動きは頓挫する。
第45回衆議院議員総選挙では、福井2区で民主党の糸川正晃を破り、5選。2010年（平成22年）11月、翌2011年（平成23年）の第17回統一地方選挙で実施される福井県知事選挙に出馬する意向が報じられたが、最終的に出馬を見送り、自民党は現職の西川一誠を支援した。同年に町村派を退会し、以後は無派閥で活動する。
2012年（平成24年）12月の第46回衆議院議員総選挙では、福井2区で民主党の糸川らを破り、6選。選挙後、衆議院北朝鮮による拉致問題等に関する特別委員長に就任した。2014年（平成26年）12月の第47回衆議院議員総選挙では、0増5減による福井県選挙区の見直しにより、比例北陸信越ブロックに転出することとなった。投開票の結果、7回目の当選。また、町村派退会以来無派閥で通していたが、この選挙の直前に二階派に入会した。
2017年7月19日、妻で同僚の高市早苗議員と政治スタンスの違いから離婚を発表。同年10月の第48回衆議院議員総選挙では、比例北陸信越ブロックの自民党単独候補1位として出馬し、8選。
2021年自由民主党総裁選挙では、早々に元妻である高市の支持を公表した。
2021年10月31日、第49回衆議院議員総選挙では、福井2区からの出馬に意欲を示していたが断念し、比例北陸信越ブロックの単独21位に登載されたが次点で落選した。
2021年12月、前妻の高市早苗との再婚を発表した。再婚に際し、山本が高市姓に改姓している。
2024年10月7日、同月投開票の第50回衆議院議員総選挙に福井2区から立候補する意向を固めたことがわかった。自民党の公認を得たいとしているが、公認されない場合も無所属で出馬する意向という。山本は朝日新聞の取材に「現職の高木毅氏が非公認になることがわかった。党員から『このまま（選挙に）突入すると、誰を応援すればいいのか』という声を聞いた。保守系の受け皿として立候補する」と話した。福井2区には、政治資金問題で自民党の公認を得られなかった高木、立憲民主党の辻英之、日本維新の会の斉木武志らも立候補した。10月27日、投開票が行われ、辻が当選し、斉木、高木に次ぐ、4番目の得票数で敗れた。
2025年に入ってから脳梗塞で倒れて右半身付随になり、妻の高市が介護していることが報じられた。

## 政策・主張

### 原子力政策
- 福島第一原子力発電所事故直後の2011年4月、地下式原子力発電の推進を提案した[19]。
- 2030年代の原子力撤廃を目指すとした政府の目標について、支持するとしている[20]。一方、原子力規制委員会が新たに策定した基準を満たした原子力発電所については再稼働するべきとしている[20]。
- 日本の核武装については、将来にわたって検討すべきでないとしている[20]。

### 選択的夫婦別姓
- 2014年と2021年のアンケートに対し、選択的夫婦別姓制度の導入に「反対」と回答[21][22]。
- 2021年1月30日、山本ら自民党国会議員有志50人は、47都道府県議会議長のうち同党所属の約40人に、選択的夫婦別姓の導入に賛同する意見書を採択しないよう求める文書を郵送した。地方議員や市民団体は、地方議会の独立性を脅かす行為だとして山本らを批判した[23][24][25][26][27]。当該50人の議員の中には妻の高市早苗[28]も含まれている。

### その他
- 同性婚制度の導入に反対[22]。
- 皇族の女性が天皇になることに反対[22]。
- 憲法改正に賛成[22]。
- 国会議員の被選挙年齢の引き下げに反対[22]。
- 女性の国会議員を増やすため、候補者や議席の一定数を女性に割り当てるクオータ制の導入に反対[22]。

## 所属団体・議員連盟
- 自民党たばこ議員連盟[29]
- 日本会議国会議員懇談会[30]
- 神道政治連盟国会議員懇談会[30]
- みんなで靖国神社に参拝する国会議員の会[30]
- 日韓議員連盟
- 地下式原子力発電所政策推進議員連盟
- パチンコチェーンストア協会（政治分野アドバイザー[31]）
- TPP交渉における国益を守り抜く会
- 建築板金業振興議員連盟

## 選挙歴
| 当落 | 選挙                     | 執行日         | 年齢 | 選挙区               | 政党       | 得票数     | 得票率 | 定数 | 得票順位 /候補者数 | 政党内比例順位 /政党当選者数 |
| ---- | ------------------------ | -------------- | ---- | -------------------- | ---------- | ---------- | ------ | ---- | ------------------ | ---------------------------- |
| 当   | 1983年福井県議会議員選挙 | 1983年4月10日  | 30   | 鯖江市選挙区         | ーー       | ーー票     | ーー   |      | /                  | /                            |
| 当   | 1987年福井県議会議員選挙 | 1987年4月12日  | 34   | 鯖江市選挙区         | ーー       | ーー票     | ーー   |      | /                  | /                            |
| 当   | 第39回衆議院議員総選挙   | 1990年02月18日 | 37   | 福井県全県区         | 自由民主党 | 6万2293票  | 12.42% | 4    | 4/9                | /                            |
| 当   | 第40回衆議院議員総選挙   | 1993年07月18日 | 41   | 福井県全県区         | 自由民主党 | 10万3901票 | 22.19% | 4    | 1/6                | /                            |
| 落   | 第41回衆議院議員総選挙   | 1996年10月20日 | 44   | 福井県第2区          | 新進党     | 6万5024票  | 42.97% | 1    | 2/3                | /                            |
| 落   | 1999年福井県知事選挙     | 1999年4月11日  | 46   | ーー                 | 無所属     | 13万8575票 | 28.72% | 1    | 2/4                | /                            |
| 当   | 第43回衆議院議員総選挙   | 2003年11月09日 | 51   | 福井県第2区          | 自由民主党 | 6万2558票  | 44.07% | 1    | 1/4                | /                            |
| 当   | 第44回衆議院議員総選挙   | 2005年09月11日 | 53   | 福井県第2区          | 自由民主党 | 9万6245票  | 62.60% | 1    | 1/2                | /                            |
| 当   | 第45回衆議院議員総選挙   | 2009年08月30日 | 57   | 福井県第2区          | 自由民主党 | 8万33票    | 49.73% | 1    | 1/3                | /                            |
| 当   | 第46回衆議院議員総選挙   | 2012年12月16日 | 60   | 福井県第2区          | 自由民主党 | 6万8126票  | 52.88% | 1    | 1/4                | /                            |
| 当   | 第47回衆議院議員総選挙   | 2014年12月14日 | 62   | 比例北陸信越ブロック | 自由民主党 | ーー票     | ーー   | 11   | /                  | 1/5                          |
| 当   | 第48回衆議院議員総選挙   | 2017年10月22日 | 65   | 比例北陸信越ブロック | 自由民主党 | ーー票     | ーー   | 11   | /                  | 1/5                          |
| 落   | 第49回衆議院議員総選挙   | 2021年10月31日 | 69   | 比例北陸信越ブロック | 自由民主党 | ーー票     | ーー   | 11   | /                  | 7/6                          |
| 落   | 第50回衆議院議員総選挙   | 2024年10月27日 | 72   | 福井県第2区          | 無所属     | 1万8656票  | 12.52% | 1    | 4/5                | /                            |